# Латина
Латина (итал. Latina) град је у средишњој Италији. Латина је највећи град и средиште истоименог округа Латина у оквиру италијанске покрајине Лацио, где је други град по величини.
Град Латина је познат као један од најмлађих градова у Италији. То је, такође, уз Империју и Априлију, једини град коју су основали фашисти.

## Природне одлике
Рељеф: Латина налази се у средишњем делу Италије, 62 км југоисточно од Рима, седишта покрајине. Град се налази у Понтинској равници, данас најважнијој житници Лација, а некада великој мочвари. Морска обала (Тиренско море) је близу града, свега 20 км јужно.
Клима: У граду влада средоземна клима.
Воде: Латина се налази на месту некадашњих мочвара, па је у граду и околни прокопано више канала током целе историје, а посебно током прве пловине 20. века. Тиренско море је близу града, свега 20 км јужно.

## Историја
Град Латина су 1932. године основали фашисти као град Литорија. Оснивање града на овом поручју било је последњи корак у култивацији дотад мочварне Понтинске равнице. Град је био изграђен у стилу неокласичне архитектуре коју су подржавали фашисти.
Године 1934. град је постао седиште округа, а 1946. године промењено је име града у „Латина“.

## Географија
| Клима (Латина)             | Клима (Латина) | Клима (Латина) | Клима (Латина) | Клима (Латина) | Клима (Латина) | Клима (Латина) | Клима (Латина) | Клима (Латина) | Клима (Латина) | Клима (Латина) | Клима (Латина) | Клима (Латина) | Клима (Латина) |
| Показатељ \ Месец          | .Јан.          | .Феб.          | .Мар.          | .Апр.          | .Мај.          | .Јун.          | .Јул.          | .Авг.          | .Сеп.          | .Окт.          | .Нов.          | .Дец.          | .Год.          |
| -------------------------- | -------------- | -------------- | -------------- | -------------- | -------------- | -------------- | -------------- | -------------- | -------------- | -------------- | -------------- | -------------- | -------------- |
| Количина падавина, mm (in) | 105,0 (41,34)  | 89,0 (35,04)   | 98,0 (38,58)   | 84,0 (33,07)   | 76,0 (29,92)   | 49,0 (19,29)   | 22,0 (8,66)    | 36,0 (14,17)   | 77,0 (30,31)   | 120,0 (47,24)  | 118,0 (46,46)  | 109,0 (42,91)  | 983 (386,99)   |
| [ тражи се извор ]         |                |                |                |                |                |                |                |                |                |                |                |                |                |

## Становништво
Према резултатима пописа становништва 2011. у општини је живело 117.892 становника.
| 1931. | 1936.  | 1951.  | 1961.  | 1971.  | 1981.  | 1991.   | 2001.   | 2011.   |
| ----- | ------ | ------ | ------ | ------ | ------ | ------- | ------- | ------- |
| 1.812 | 19.654 | 35.187 | 49.331 | 78.210 | 93.738 | 106.203 | 107.898 | 117.892 |

Град Латина данас има око 117.000 становника, махом Италијана. Током протеклих деценија град је имао раст становништва.

## Партнерски градови
- Palos de la Frontera
- Farroupilha
- Беркенхед
- Ла Плата
- Освјенћим

## Галерија
- Градска фонтана
- Градска ботаничка башта